# 揭阳市文化广场

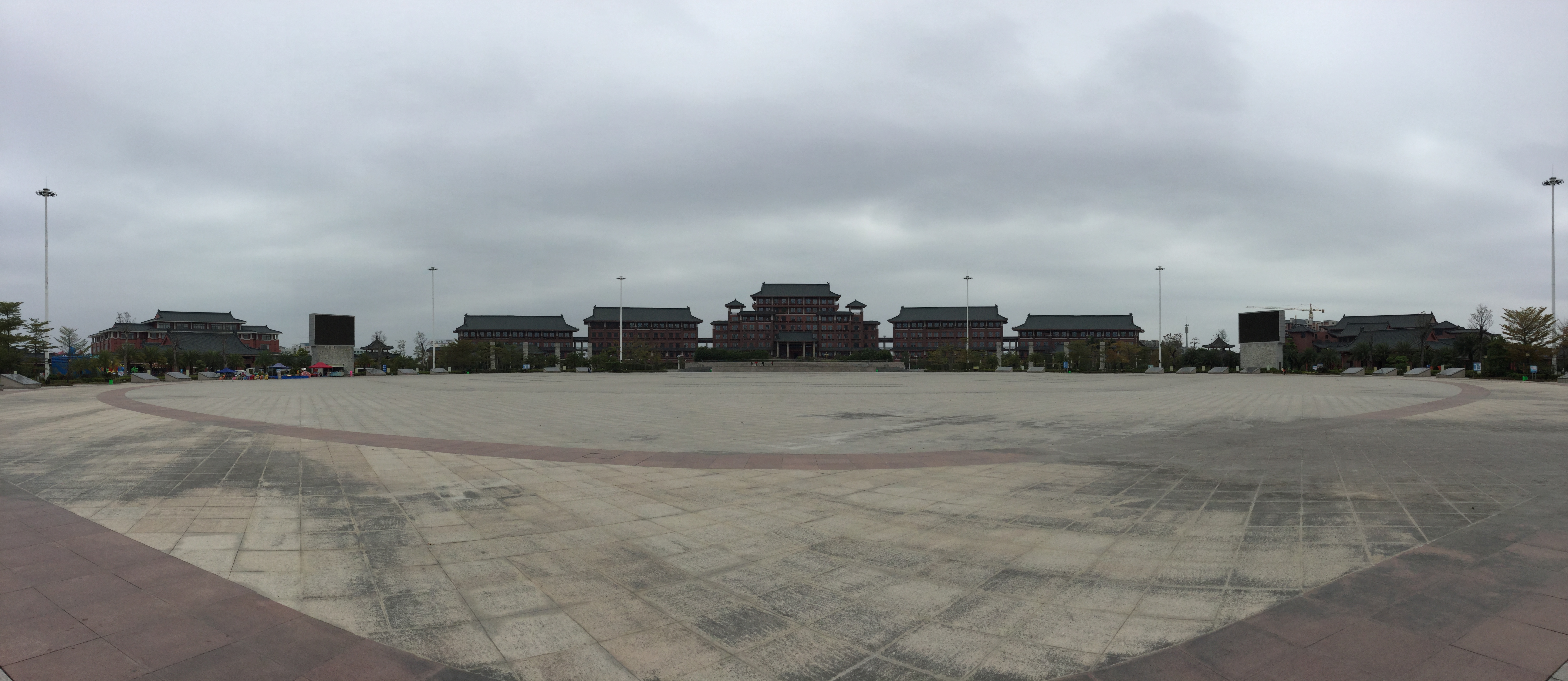
全景

揭阳市文化广场，又称揭阳市文化中心广场，位于中华人民共和国广东省揭阳市榕城区京冈街道。

## 历史
2020年12月15日，揭阳市文化广电旅游体育局发布《揭阳楼及广场、市文化中心功能使用及改造提升方案（征求意见稿）》，公开征求意见。在该方案对市文化中心的定位为群众文化生活场所。对于原本规划的各功能馆，市图书馆、市博物馆、市文化馆、市青少年活动中心和市广电中心保留原使用功能，不过市广电中心空置的4号楼拟改造为市科技馆；综合楼的1、2层建设为国家安全教育基地，3、4层建设为揭阳市廉洁文化基地；原本规划的揭阳岭东美术馆因为已作为城市规划馆、榕江新城展馆、高新区展馆场地，在3、4楼建设揭阳岭东美术馆；另外计划设计揭阳剧院。在市文化中心广场的中心则计划摆设花坛以营造氛围。
2022年10月1日上午，揭阳市博物馆举行新馆开馆仪式，新馆正式向公众开放。

## 图集

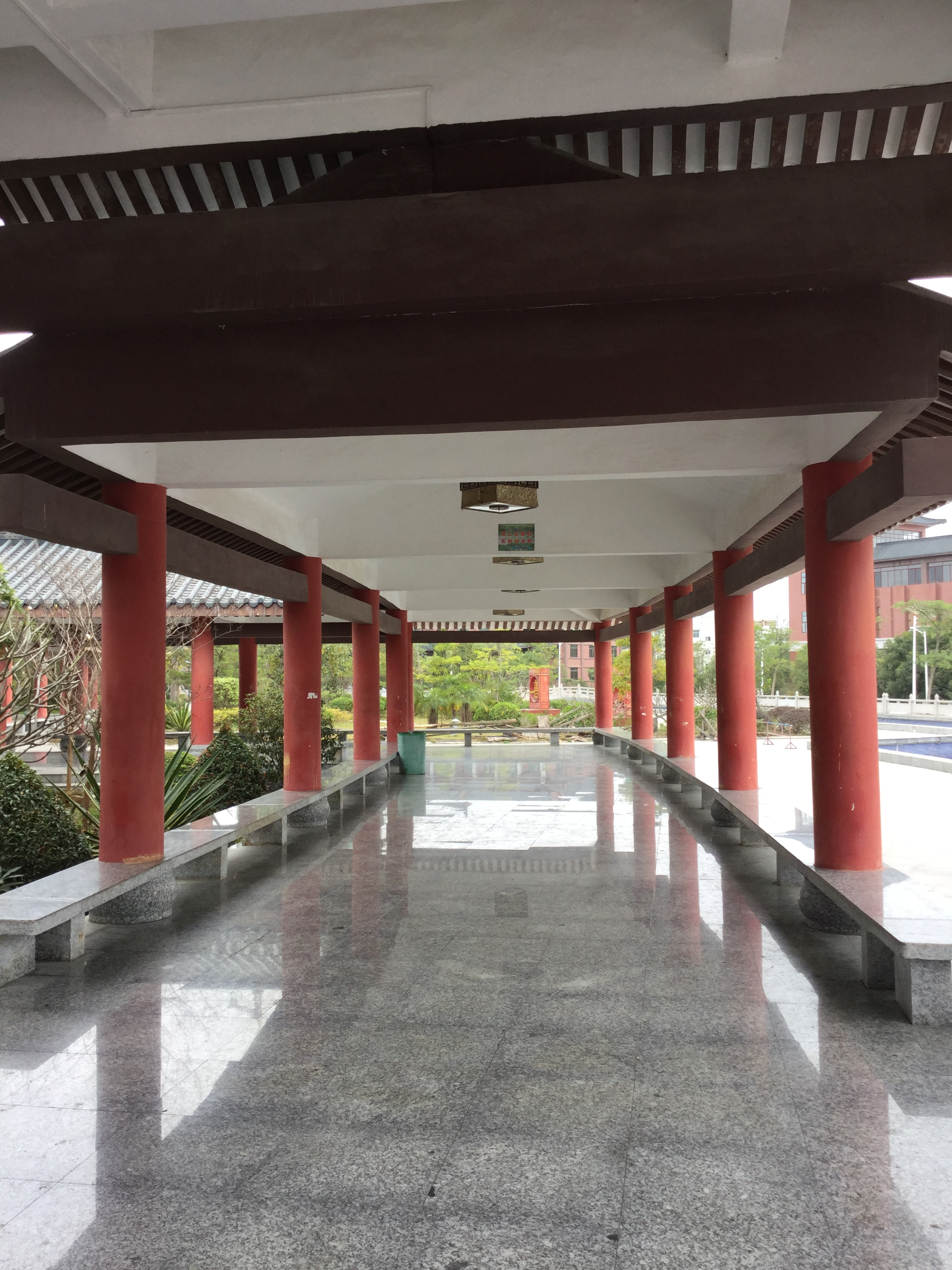
长廊
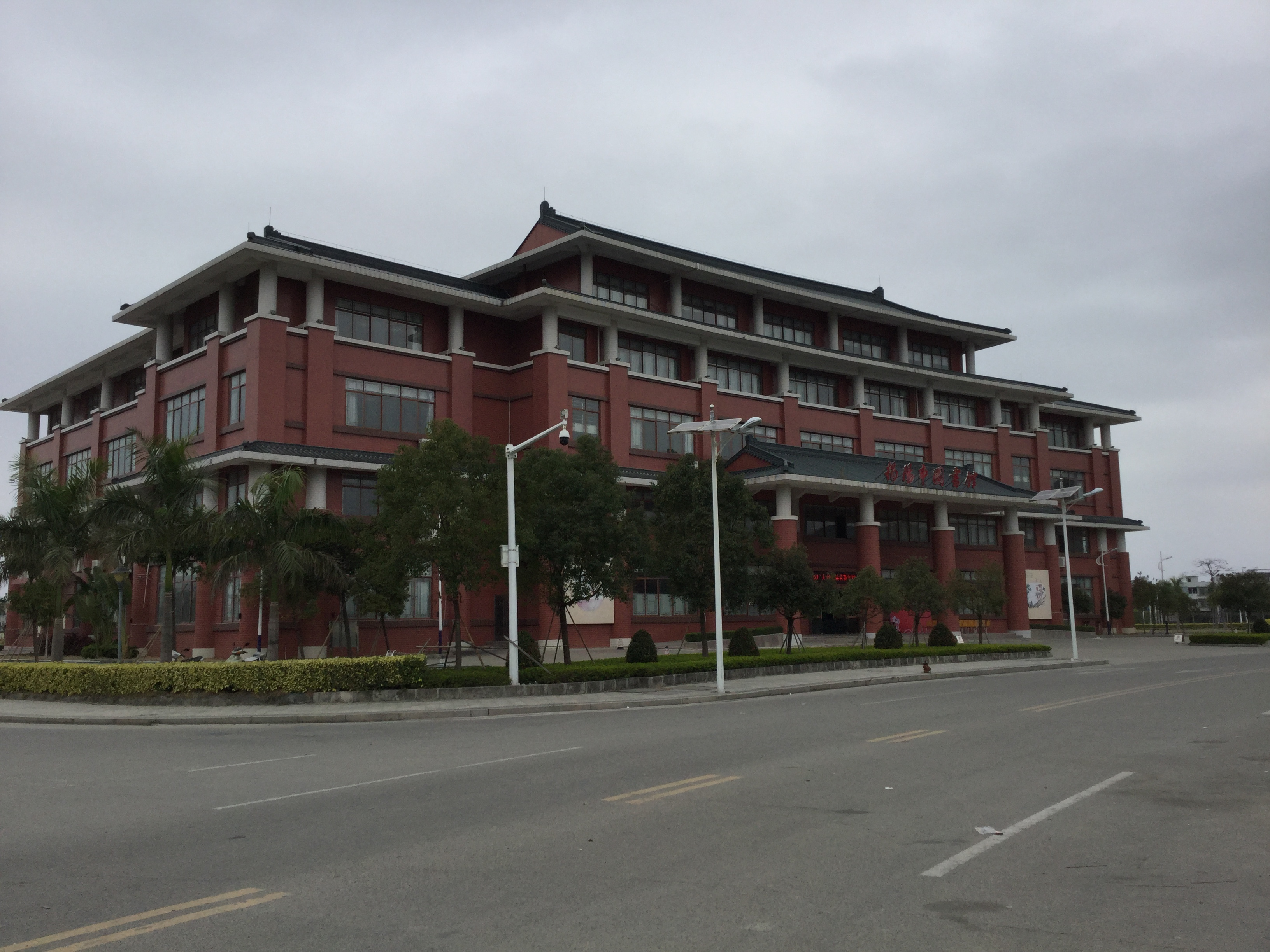
揭阳市图书馆
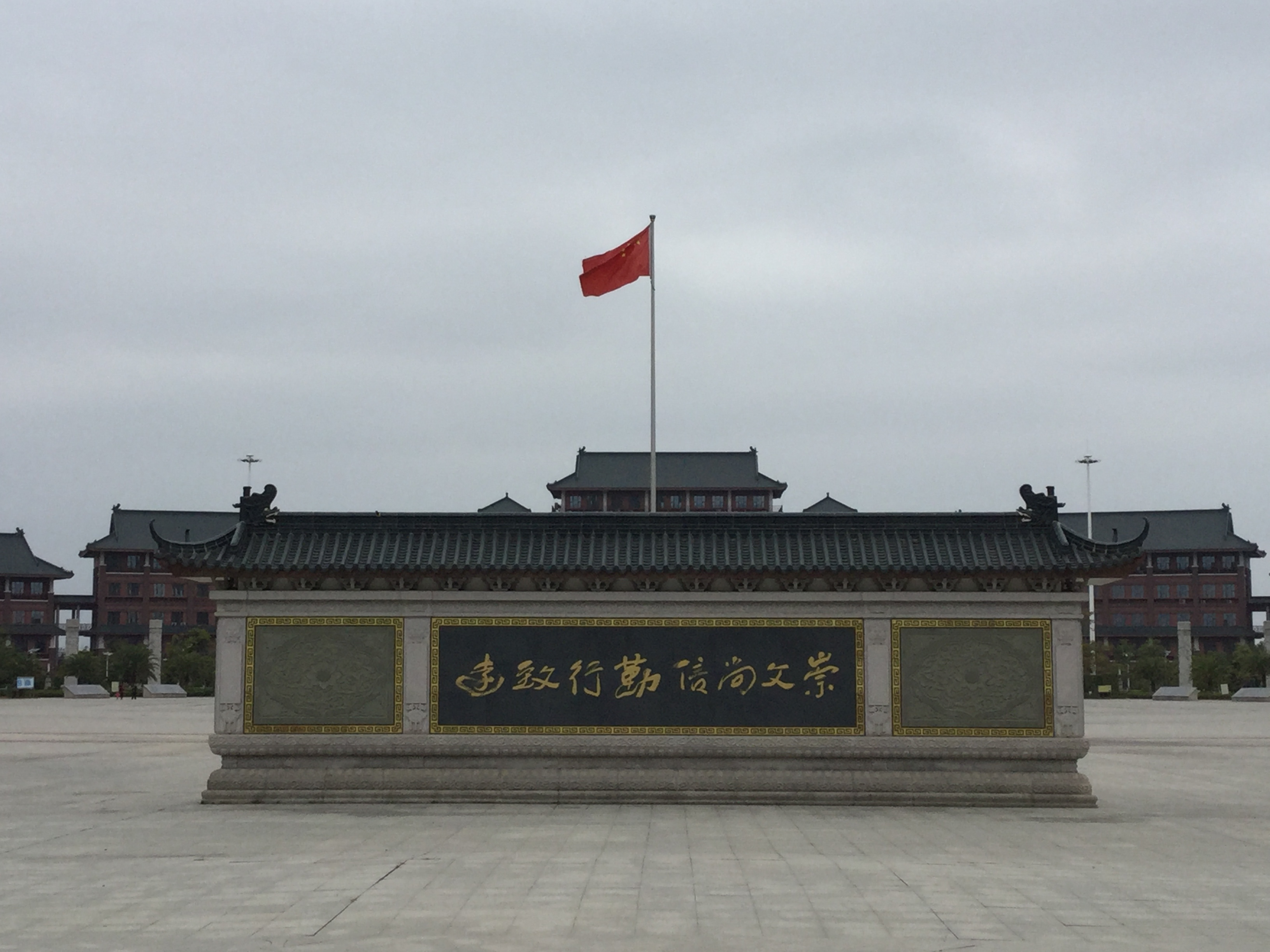
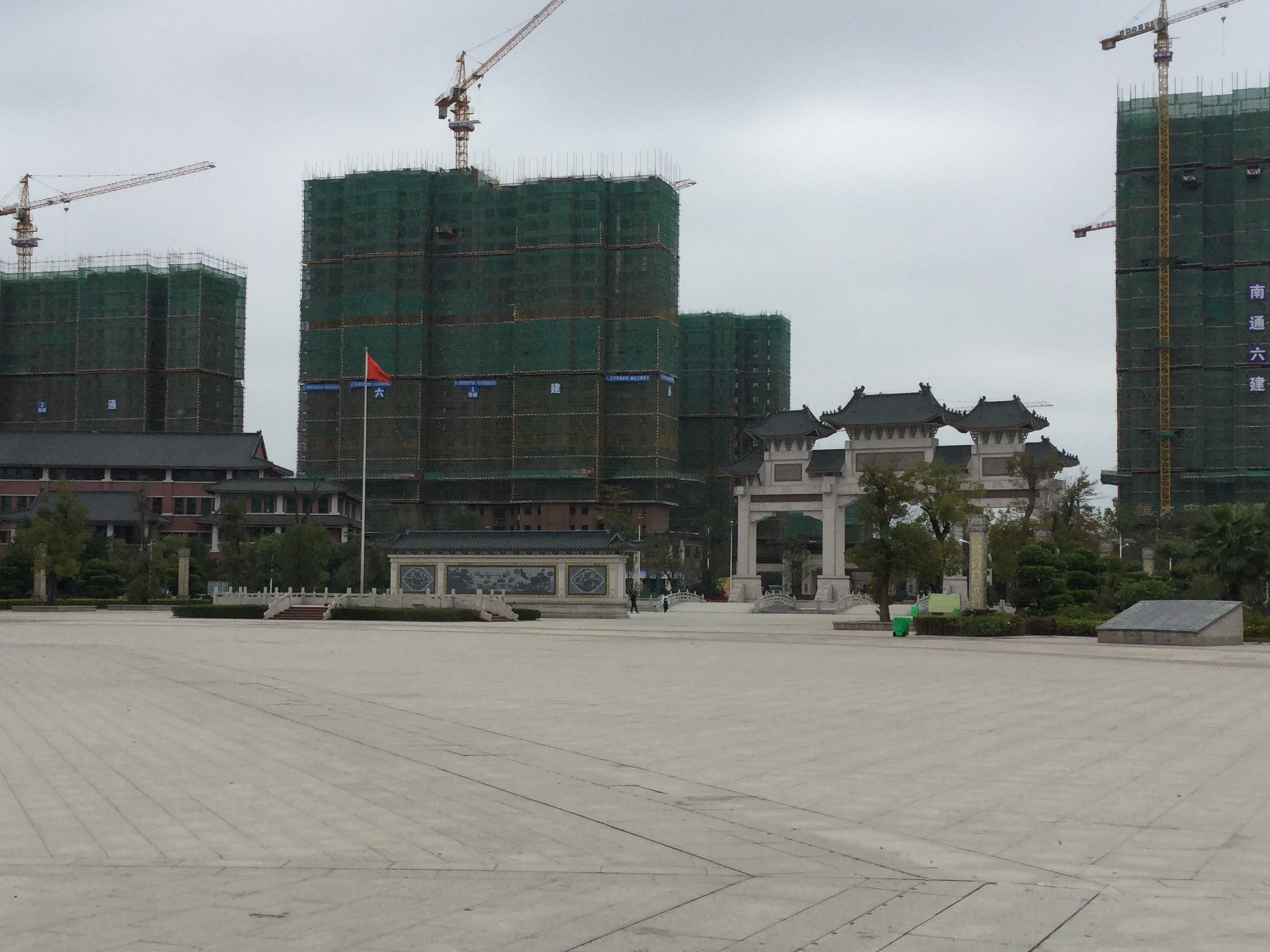
牌坊
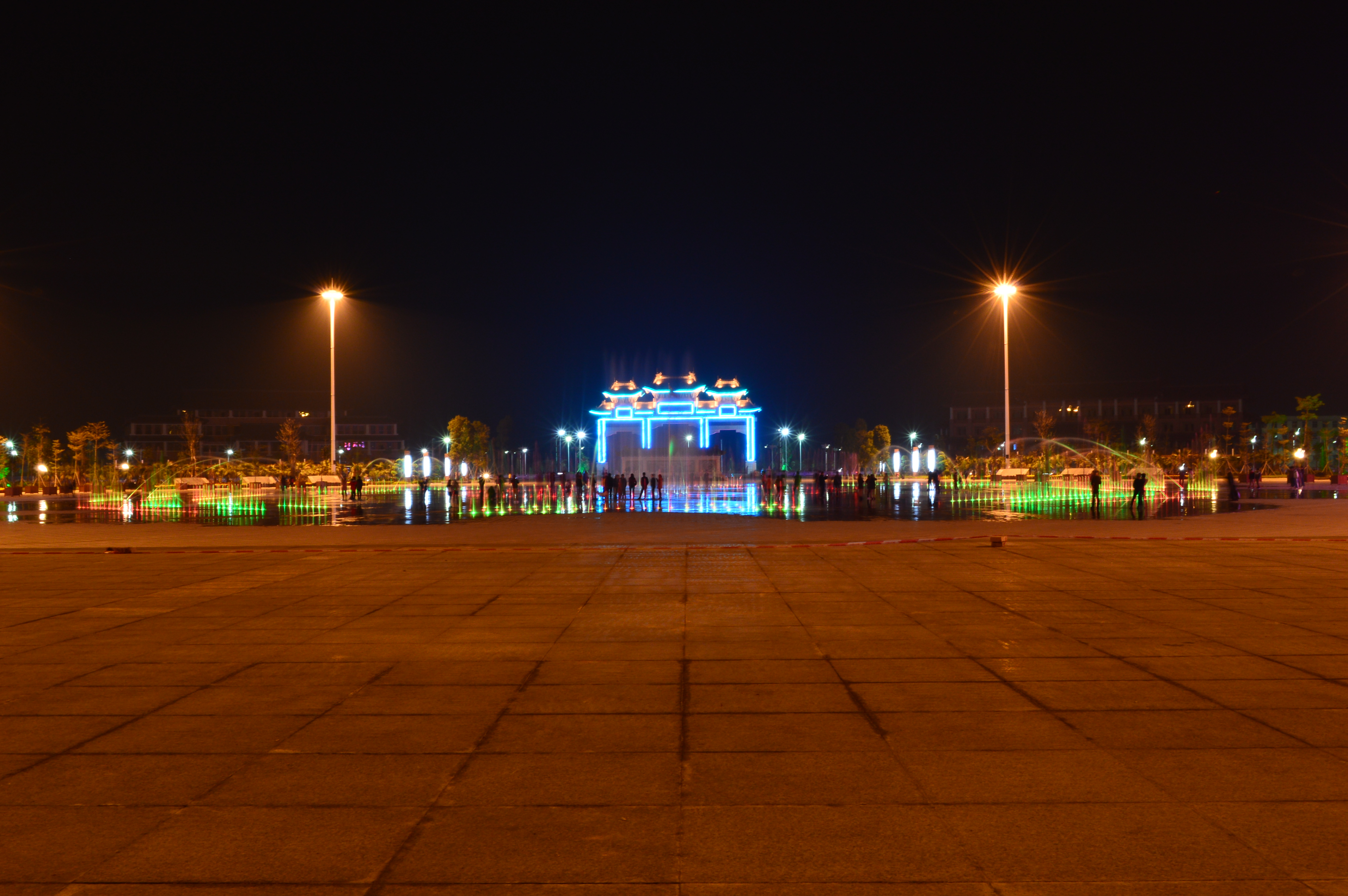
牌坊夜景
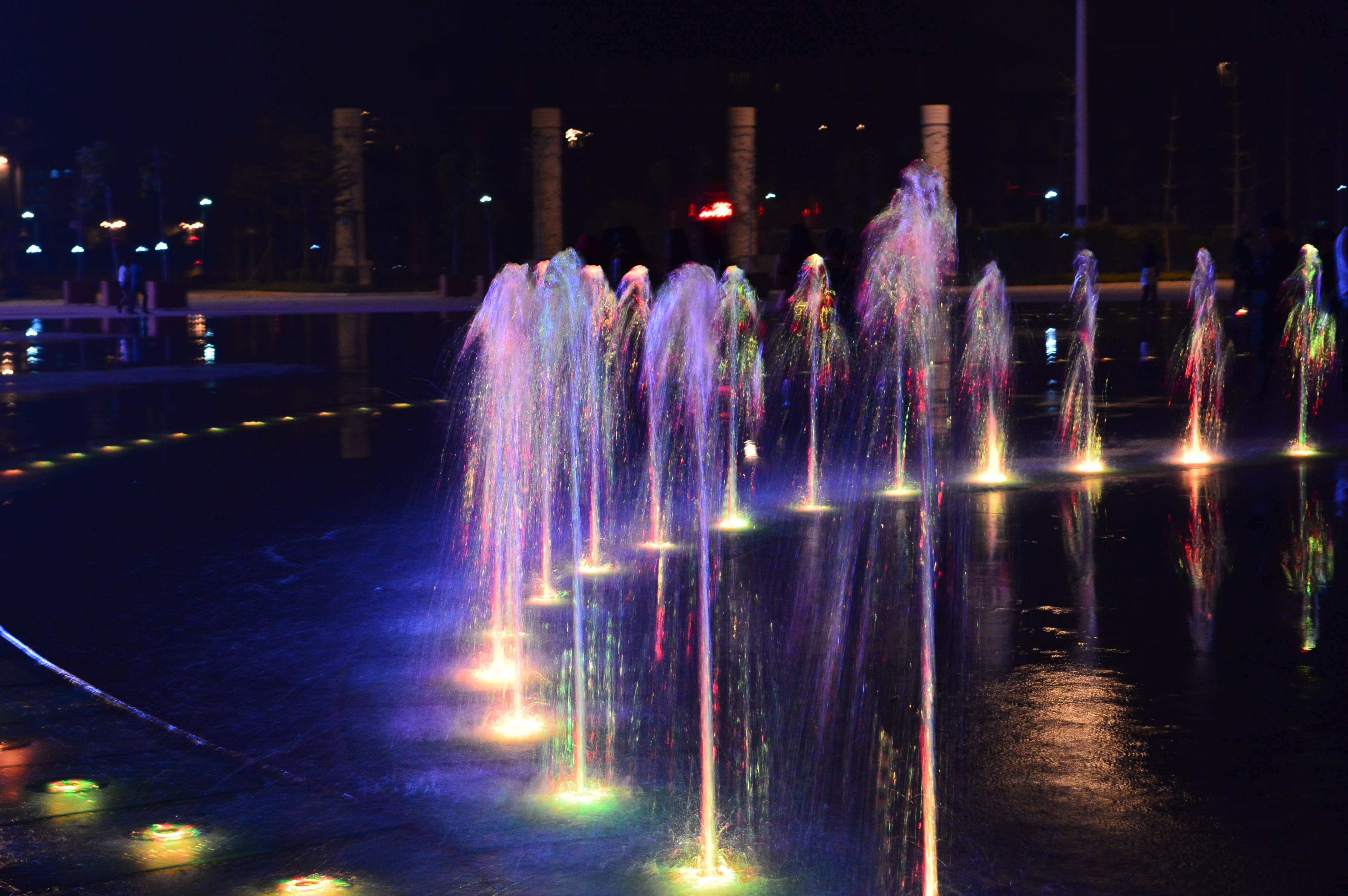
音乐喷泉